# تيموثي ويلسون
تيموثي ويلسون (بالإنجليزية: Timothy Wilson)‏ هو عالم نفس أمريكي، ولد في 1950.